# Jim McCarty
James Stanley "Jim" McCarty (25 de julho de 1943) é um músico britânico, mais conhecido como o baterista das bandas The Yardbirds e Renaissance.

## Início de vida
Ele nasceu no Walton Hospital, em Liverpool, Inglaterra, mas sua família mudou-se para Londres quando tinha dois anos de idade. Ele estudou na Hampton School em Richmond upon Thames, onde Paul Samwell-Smith era um colega da escola. Ao tocar aos anos com os Yardbirds, ele trabalhou como corretor no London Stock Exchange.

## Discografia
A maioria das gravações de McCarty foram emitidas sob os nomes do grupo que estava na hora, mas dois CDs individuais foram emitidos sob o nome de "James McCarty".
- Out of the Dark (1994)
  - "Out of the Dark"
  - "We're Still Dreamers"
  - "Signs from an Age Gone By"
  - "Just a Breath Away"
  - "Just Breaking Through"
  - "What if Summer Never Came"
  - "Still You Don't Believe"
  - "Longing (Link)"
  - "Home is Where the Heart Is"
  - "Back to the Earth"

- Sitting on the Top of Time (2009) - co-produced by Ron Korb.
  - 1. The Outsider
  - 2. Blowing Through The Countryside
  - 3. Living From The Inside Out
  - 4. Hidden Nature
  - 5. For Eloise
  - 6. Temporary Life
  - 7. Near End Of May
  - 8. Hummingbird
  - 9. Calling Out To You
  - 10. Sitting On The Top Of Time
  - 11. Shangri-La